# Понинское (сельское поселение)
По́нинское — упразднённое муниципальное образование со статусом сельского поселения в составе Глазовского района Удмуртии.
Административный центр — село Понино.
Законом Удмуртской Республики от 29.04.2021 № 38-РЗ упразднено в связи с преобразованием муниципального района в муниципальный округ.

## Население
| 2010  | 2011  | 2012  | 2013  | 2014  | 2015  | 2016  |
| ----- | ----- | ----- | ----- | ----- | ----- | ----- |
| 2398  | ↗2807 | ↘2479 | ↘2455 | ↘2430 | ↘2330 | ↘2257 |
| 2017  | 2018  | 2019  | 2020  |       |       |       |
| ↘2182 | ↘2098 | ↘2016 | ↘1942 |       |       |       |

## Состав
В состав сельского поселения входят 12 населённых пунктов:
- село Понино;
- деревня Артенки;
- деревня Бадзымшур;
- деревня Ескино;
- деревня Изошур;
- деревня Кляпово;
- деревня Коршевихино;
- деревня Коршуново;
- деревня Ляпино;
- деревня Митино;
- деревня Паслоково;
- деревня Полдарай.